# Gnophos lafauryata
Gnophos lafauryata là một loài bướm đêm trong họ Geometridae.